# Омбудсман за дјецу Републике Српске
Омбудсман за дјецу Републике Српске је независна институција која штити, прати и промовише права дјетета у Републици Српској.

## Мандат
Сједиште омбудсмана за дјецу налази се у Бањој Луци, а може образовати канцеларије и ван свог сједишта. Омбудсман ужива имунитет као и народни посланици.
Омбудсмана за дјецу бира Народна скупштина Републике Српске на предлог предсједника Републике. Бира се на четири године и може бити изабран највише два пута узастопно. За избор је потребно да буде држављанин Републике Српске и да задовољава сљедеће услове: да је дипломирани правник, да има најмање десет година искуства у правној струци, да познаје конвенције ОУН, међународна документа, Устав и прописе Републике Српске којима се регулише заштита права и интереса дјеце, да посједује високе моралне и стручне квалитете.
Омбудсман за дјецу има два замјеника који му помажу у обављању послова. Предлог за замјенике даје омбудсман, а именује их Народна скупштина Републике Српске на четири године, највише два пута узастопно.

## Надлежности
Надлежности омбудсмана за дјецу утврђене су Законом о омбудсману за дјецу:
- прати усклађеност закона и других прописа у Републици Српској који се односе на заштиту права дјетета с одредбама Устава Републике Српске, Конвеције ОУН о правима дјетета и других међународних докумената који се односе на заштиту права и интереса дјетета;
- прати извршавање обавеза Републике Српске које произилазе из Конвенције ОУН о правима дјетета и других међународних документата који се односе на заштиту права и интереса дјетета;
- прати примјену свих прописа који се односе на заштиту права и интереса дјетета;
- прати повреде права и интереса дјетета;
- залаже се за заштиту и промоцију права и интереса дјетета;
- предлаже предузимање мјера за заштиту и промоцију права, као и за спријечавање штетних поступања која угрожавају права и интересе дјетета;
- обавјештава јавност о стању права дјетета.

Омбудсман за дјецу је овлашћен да Влади, односно Народној скупштини, поднесе иницијативу за измјену или допуну закона и других општих аката. Влада и надлежни одбор Народне скупштине дужни су да разматрају овакве иницијативе. Може поднијети пред Уставним судом поступак за оцјену уставности и законитости појединих општих аката.